# Округ Турку Пансио-Юрккяля
Округ Турку Пансио-Юрккяля (фин. Pansio-Jyrkkälä) — территориальная единица города Турку, включающая в себя 6 районов в западной части города.
Первоначально округ назывался Наанталинтие (фин. Naantalintie) и включал в себя 6 районов. Численность населения округа Наанталинтие составляла 10 257 человек (2004) из которых пользовались финским языком как родным — 90,76 %, шведским языком — 2,16 %, другим языком — 2,08 %. В возрасте моложе 15 лет числилось 17,42 %, а старше 65 лет — около 7,08 %.
После реформирования получил название Пансио-Юрккяля и в настоящее время включает в себя 4 района города.

## Районы
В состав округа в настоящее время входит 4 района города.
| Русское название | (на финском) | (на шведском) |
| Артукайнен       | Artukainen   | Artukais      |
| Паханиеми        | Pahaniemi    |               |
| Пансио           | Pansio       |               |
| Перно            | Perno        |               |